# وفاة ستالين (فلم)
وفاة ستالين هو فيلم كوميدي سياسي هجائي، إنتاج 2017 للمخرج و الكاتب المشارك أرماندو يانوتشي. ومن نجوم ستيف بوشيمي، سيمون راسل بيل ، بادي كونسيدين، روبرت فيرند، جيسون إيزاك ، مايكل بالين ، أندريا ريسبوروغ وجيفري تامبور. استناداً إلى الرواية المصورة الفرنسية La mort de Staline ، يصور الفيلم الصراع على السلطة السوفييتية بعد وفاة الزعيم السوفييتي الثوري والسياسي جوزيف ستالين (أدريان ماكلوغلين) في عام 1953. تم إصداره من قبل eOne Films في المملكة المتحدة في 20 أكتوبر 2017 و تم إصداره في الولايات المتحدة من قبل IFC Films في 9 مارس 2018.
وفاة ستالين تم عرضه في القسم الأساسي في مهرجان تورونتو السينمائي الدولي 2017 ‏ وحصل على اشادة من النقاد. تسبب الجدل في روسيا وغيرها الكثير من الأعضاء السابقين في الاتحاد السوفياتي كانت محظورة في روسيا ، قيرغيزستان ، و كازاخستان.
بعد بث راديو موسكو  مقطوعة  ل موزارت , امر جوزيف ستالين  بتسجيل الأداء.  و مع عدم تسجيل المقطوعة قررت المحطة  بسرعة إعادة أداء الحفل؛ هذا تتضمن جلب المارة لتكرار الصوتيات, استبدال مرت بها موصل مع آخر ، و رشوة  عازف البيانو [[ماريا يودينا
|ماريا يودينا
]] ‏
يخفي يودينا رسالة في اسطوانة التسجيل حيث يقول لستالين انه دمر البلاد. وكما يقرأه ستالين في منزله ، فيصاب بنزيف دماغي. يتم اكتشافه في اليوم التالي ويتم تنبيه أعضاء اللجنة المركزية. أول من وصل هو رئيس NKVD لافرنيتي بيريا، الذي يكتشف رسالة يودينا ، ونائب الأمين العام جورجي مالينكوف كما ذعر مالينكوف ، ترشده بيريا إلى القيادة ، على أمل استخدامه كدمية.
رئيس حزب موسكو نيكيتا خروتشوف يصل مع بقية اللجنة ، باستثناء وزير الخارجية فياتشيسلاف مولوتوف ، الذي أضافه ستالين إلى واحدة من قوائم أعدائه في الليلة السابقة. يغلق بيريا قبالة موسكو ، ويتولى NKVD مهام الأمن في المدينة من الجيش السوفييتي ، ويحل محل قوائم أعداء ستالين ببلدة مولوتوف الخاصة به. يناضل خروشوف وبيريا من أجل الانتصارات الرمزية مثل السيطرة على ابن ستالين غير المستقر فاسيلي وابنته سفيتلانا.
عندما يموت ستالين ، يندفع أعضاء اللجنة إلى موسكو بينما يسرق NKVD منزل ستالين ويقتل الشهود. يذهب خروتشوف إلى منزل مولوتوف ويحاول الحصول على دعمه ، لكن مولوتوف ، المؤمن الحقيقي بالستالينية ، يعارض أي فئوية داخل الحزب. بيريا يشتري ولائه بإطلاق زوجته بولينا مولوتوفا من الحبس.
يتم تسمية مالينكوف كرئيس الوزراء الاسمي بينما يتم التحكم بدرجة كبيرة من قبل بيريا. في أول اجتماع للجنة بعد وفاة ستالين ، أعار بيريا خروتشوف عن طريق وضعه في جنازة ستالين واقتراح العديد من الإصلاحات الليبرالية التي خطط خروشوف لإدخالها. يتم وضع جثة ستالين في الولاية في قاعة الأعمدة ، في حين يتم إطلاق سراح العديد من السجناء السياسيين ويتم تخفيف القيود المفروضة على الكنيسة الأرثوذكسية الروسية ، والحصول على دعم بيريا الأكثر شعبية. يصل المارشال جورجي جوكوف ويطالب بمعرفة سبب اقتحام قوات الجيش السوفييتي في ثكنات داخل موسكو.
يعلم بيريا أن خروشوف لديه معرفة بالغة مع يودينا ، الذي تم التعاقد معه لأداء الدور في الجنازة ، ويهددهم بالملاحظة. يقترب خروتشوف من جوكوف ، الذي يوافق على توفير دعم الجيش في انقلاب للإطاحة ببيريا ، ولكن فقط إذا وافقت اللجنة.
.لتقويض شعبية بيريا ، أمر خروتشوف باستئناف القطارات إلى موسكو ، مما سمح بدخول اللآلاف من المشيعين للمدينة. كما خطط ، قام حراس NKVD بإطلاق النار على الحشد حول القاعة ، مما أسفر عن مقتل 1500 شخص. وتقترح اللجنة تفويضا لضباط NKVD منخفضي المستوى ؛ بما أن بيريا يعتقد أن اللوم المرتبط بالأجهزة الأمنية سيشوهه ، فإنه يهدد اللجنة بغضب من وثائق التجريم التي جمعها بشأنها. يخبر مولوتوف سراً خروتشوف وكاجانوفيتش أنه سيدعم الانقلاب إذا تمكنوا من الحصول على دعم الآخرين ، بما في ذلك مالينكوف.
يكذب خروشوف على اللجنة وتشوكوف أيضا على أنه لديه دعم مالينكوف. فيسيطر الجيش السوفياتي ويطغى على NKVD ويتخذ مواقعه خارج قاعة المؤتمرات. كما اعتقل زوكوف ورجاله بيريا ، وأجبر خروشوف مالينكوف لتوقيع أوراق محاكمة بيريا. ويجد خروتشوف وحلفاؤه بيريا مذنبا بالخيانة والاعتداء الجنسي في محكمة الكنغر فيعدمونه. وبإحراق جثة بيريا ، يعطى خروتشوف لسفيتلانا تذكرة سفر إلى فيينا ويؤكد لها أن أخيها سيتم الاعتناء به. وبعد عدة سنوات ، يحضر خروتشوف ، وهو القائد الأعلى في الاتحاد السوفييتي الآن بعد إزاحة المتآمرين معه ، حفلة موسيقية مقدمة من يودينا ، بينما يشاهده الزعيم المستقبلى ليونيد بريجنيف.

## أنتاج

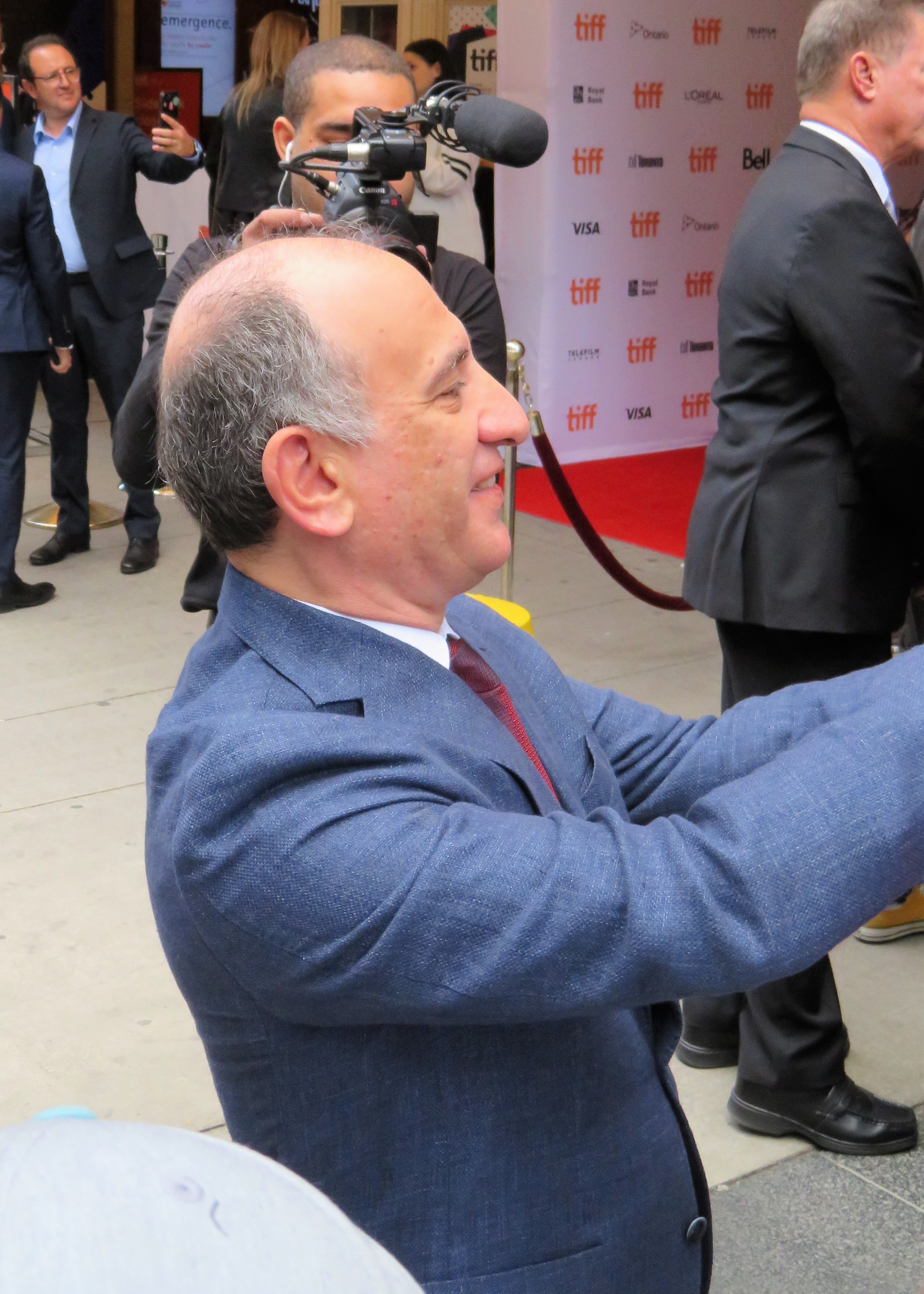
المخرج أرماندو يانوتشي في العرض الأول لفيلم "موت ستالين" في مهرجان تورونتو السينمائي 2017

بدأ المشروع في التطور خلال مهرجان كان السينمائي 2016. تم تعيين أرماندو إيانوتشي كمخرج وكاتب مشارك، جنبًا إلى جنب مع المتعاونين المنتظمين ديفيد شنايدر، والكاتب المشارك سميث أوفإيان مارتن،وبيتر فيلوز
بدأ الإنتاج في 20 يونيو 2016 وانتهى في 6 أغسطس. وشملت مواقع التصوير كييف وأوكرانيا (للمشاهد الخارجية والخارجية من مبنى الأعداء العام ومبنى NKVD) والمملكة المتحدة (في بلايث هاوس، قاعة الماسونيون وقصر الكسندرا في لندن ، مونجيويل بارك في أكسفورد).

## الإصدار
تم إصدار فيلم وفاة ستالين من قبل eOne Films في المملكة المتحدة في 20 أكتوبر 2017 و IFC Films في الولايات المتحدة في 9 مارس 2018. تم عرض الفيلم في قسم المنصة في مهرجان تورنتو الدولي للأفلام لعام 2017.

وقالنيكولاي ستاريكوف، رئيس حزب "أرض الآباء العظمى الروسي" أن وفاة ستالين كان «عملا غير ودي من قبل البريطانيين الطبقة المثقفة» وجزء من «الروسية المضادة حرب المعلومات». في سبتمبر / أيلول 2017 ، قال رئيس المجلس العام لوزارة الثقافة الروسية إن السلطات الروسية تدرس فرض حظر على الفيلم الذي يمكن أن يكون جزءاً من «مؤامرة غربية لزعزعة استقرار روسيا من خلال التسبب في انشقاقات في المجتمع». . في 23 كانون الثاني / يناير 2018 ، أي قبل يومين من موعد إطلاق الفيلم المقرر في روسيا ، حضر  قبل نواب دوما الدولة ، وممثلين عن الجمعية التاريخية الروسية ، وأعضاء المجلس العام لوزارة الثقافة ، وأعضاء صناعة السينما.عرض للفيلم . بعد يومين ، سحبت وزارة الثقافة شهادة توزيع الفيلم. ومع ذلك ، عرضت العديد من دور السينما الفيلم في أواخر يناير ، مدعية أنهم لم يتلقوا أي معلومات تفيد برفض رخصة عرض الفيلم. رفعت وزارة الثقافة الروسية دعوى قضائية ضد هذه المسارح.
قام محامو وزارة الثقافة الروسية، بما في ذلك ابنة مارشال جوكوف، وعين زوكوفا، والسينمائيين نيكيتا ميخالكوف، وفلاديمير بورتكو، وسيرجي ميروسينشينكو، وإيجور يوغولنيكوف، وألكسندر جاليبين، ورئيس متحف الدولة الروسي التاريخي ألكسي ليفكين ، بتقديم التماس لوزير الثقافةفلاديمير ميدينسكي لسحب شهادة الفيلم، قائلة «إن وفاة ستالين يهدف إلى التحريض على الكراهية والعداء، منتهكة كرامة الشعب (السوفياتي) الروسي، وتشجيع الدونية العرقية والاجتماعية ، مما يشير إلى طبيعة الفيلم المتطرفة. ونحن على ثقة بأن الفيلم صُوِّر لتشويه ماضي بلدنا بحيث يجعل التفكير في الاتحاد السوفياتي في خمسينيات القرن العشرين الناس يشعرون بالإرهاب والاشمئزاز فقط.» وقال المؤلفون أن الفيلم شوه ذكرى مقاتلي الحرب العالمية الثانية الروسية. وأشاروا إلى أن النشيد الوطني كان مصحوبًا بالتعبيرات الفاحشة والمواقف الهجومية، وأن الزخارف كانت غير دقيقة تاريخياً، وأن الإطلاق المخطط له عشية الذكرى السنوية الخامسة والسبعين لمعركة ستالينجراد كان «بصقًا في وجه كل من لقوا حتفهم هناك ، وكل أولئك الذين لا يزالون على قيد الحياة». وتم حظر الفيلم في روسيا وقيرغيزستان.[بحاجة لتوضيح]   أرمينيا وبيلاروسيا وكازاخستان هم أعضاء الاتحاد الاقتصادي الآسيوي الوحيدون الذين عرضوا الفيلم. في أرمينيا، عرض الفيلم لأول مرة في مسرحين في يريفان في 25 يناير 2018. وفي كازاخستان، تم عرض الفيلم في مهرجان Clique فقط.

### النقد
على موقع تجميع  النقد «Rotten Tomatoes»، حصل الفيلم على نسبة موافقة تبلغ 95٪ بناءً على 194 تقييمًا ، بمتوسط تقييم يبلغ 8.2 / 10. يقول الإجماع النقدي للموقع: «الموت لستالين يجد المخرج / الكاتب المشارك أرناندو إيانوتشي في شكل مثير للشفقة ، مما يجعله مفعمًا بالفكاهة السياسية في تأليف فصل في التاريخ يماثله في الوقت المناسب».  وعلى Metacritic, حصل الفيلم على متوسط تقييم مرجح قدره 89 من 100، بالنسبة ل32 منتقدًا ، مما يشير إلى «اشادة عالمية».
كتب دونالد كلارك ، الذي يكتب في جريدة The Irish Times، أن الفيلم «يبدأ بحالة من الذعر الوحشي ويستمر في هذا الوضع نحو استنتاجه المروع حتمًا». كتببيتر برادشو في صحيفة الغارديان أن «الخوف يرتفع مثل الغاز من جثة في هجاء أرماندو يانوتشي الرائع». . ويقولبرادشو إنه «تم تصويره بطريقة رائعة، ويتصرف بالقوة الجليدية والقاسية من خلال قائمة A-list. لا توجد روابط ضعيفة. كل منها له دور البرقوق ؛ كل منهما يضغط على كل قطرة مروعة رائعة.»
كتب رافائيل أبراهام ، الذي يكتب في صحيفة "فاينانشال تايمز" ، "بما أن هذا التمساح من أعيان فامبريك يتغذى على بقايا الستالينية ، فإن سواد الحالة المتواصل في بعض الأحيان يهدد كسوف كوميدي كامل. لكن عدم التوازن بين روح الدعابة والرعب هو على وجه التحديدلعبة يانوتشي، وفقط يمكنه أن ينفجر بمثل هذه المهارة. ""

## الدقة التاريخية
وعلق عدد من الأكاديميين على الدقة التاريخية لموت ستالين. وقد أشار المؤرخ ريتشارد أوفري في صحيفة «ذي غارديان» إلى أن الفيلم «مليء بالأخطاء التاريخية» ، التي يمكن «اعتبارها رخصة سينمائية» ، ولكن الأكثر أهمية هو أن الفيلم لم يحترم بشكل مناسب أولئك الذين ماتوا أثناء قيادة ستالين. صرح المدير يانوتشي
بأنه «اختار أن يخفف من سخافة الحياة الواقعية» لجعل العمل أكثر تصديقا

صموئيل جوف ، من قسم الدراسات السلافية بجامعة كمبريدج، مع الاعتراف بأن العديد من التناقضات التاريخية في الفيلم يمكن تبريرها بقدر ما ساعدت في تركيز الدراما، وجدت الطريقة المشوّهة «Beria و NKVD» مصورة في الفيلم أقل قابلا للاسف. على عكس ما يقوله الفيلم ومقال جوف ، لم يكن NKVD موجودًا في أوائل عام 1953 ، حيث كان الشرطة السرية عبارة عن وزارة منفصلة برئاسة سيمون إغناييف ، بينما تم تعيين لافرينتي بيريا وزيرًا للداخلية في 5 مارس 1953 ، في اليوم وفاة ستالين. واعتقد جوف أن أسلوب إيانوتشي للتهكم لم يكن قابلاً للتحويل إلى شيء مثل الستالينية ، والفيلم «غير مجهز بشكل أساسي لتحديد الكوميديا الكامنة في الستالينية ، وهي علامات مفقودة لا تعرف أنها يجب أن تكون تهدف إلى تحقيقها». .

## وصلات خارجية
- مقالات تستعمل روابط فنية بلا صلة مع ويكي بيانات

1. ↑  "THE DEATH OF STALIN". المجلس البريطاني لتصنيف الأفلام. مؤرشف من الأصل في 2018-07-02. اطلع عليه بتاريخ 2017-09-03.
2. ↑  "The Death of Stalin (2017)". الأرقام. مؤرشف من الأصل في 2019-05-10. اطلع عليه بتاريخ 2018-04-04.
3. ↑  Kay، Jeremy (3 أغسطس 2017). "'The Death Of Stalin' to open Toronto Film Festival Platform programme". ScreenDaily. مؤرشف من الأصل في 2018-06-23. اطلع عليه بتاريخ 2017-08-03.
4. ↑  Walker، Shaun (14 أكتوبر 2017). "In Russia, nobody's laughing at Iannucci's The Death of Stalin". الغارديان. مؤرشف من الأصل في 2018-07-09. اطلع عليه بتاريخ 2017-11-19.
5. ↑  Bennetts، Marc (20 سبتمبر 2017). "Russia considers ban on Armando Iannucci's film The Death of Stalin". الغارديان. مؤرشف من الأصل في 2018-07-16. اطلع عليه بتاريخ 2017-09-20.
6. ↑  Kozlov، Vladimir (23 فبراير 2018). "Russia's Culture Ministry Sues Movie Theater for Screening Armando Iannucci's 'The Death of Stalin'". هوليوود ريبورتر. مؤرشف من الأصل في 2018-06-12. اطلع عليه بتاريخ 2018-03-02.
7. ↑  "Russian Culture Ministry yanks distribution certificate for The Death of Stalin". TASS Russian News Agency. 23 يناير 2018. مؤرشف من الأصل في 2018-06-23. اطلع عليه بتاريخ 2018-01-23.
8. ↑  "Деятели культуры обратились в министерство с просьбой провести экспертизу фильма «Смерть Сталина» (на предмет соответствия законодательству РФ)" [Cultural figures appealed to the Ministry with a request to conduct an examination of the film "The Death of Stalin"] (بالروسية). Official website of the وزارة الثقافة (روسيا)  [لغات أخرى]‏. 23 Jan 2018. Archived from the original on 2018-06-23.{{استشهاد ويب}}:  صيانة الاستشهاد: علامات ترقيم زائدة (link)
9. 1 2  "Армения ударила по России "смертью Сталина" [Armenia struck Russia over the "Death of Stalin"] (بالروسية). Sputnik News. Archived from the original on 2018-06-23.
10. ↑  "Armenia only EEU-member to screen 'The Death of Stalin'". PanARMENIAN Network. 29 يناير 2018. مؤرشف من الأصل في 2018-03-02. اطلع عليه بتاريخ 2018-03-02.
11. ↑  "The Death of Stalin (2018)". روتن توميتوز. فاندانغو. مؤرشف من الأصل في 2019-05-23. اطلع عليه بتاريخ 2018-04-04.
12. ↑  "The Death of Stalin Reviews". ميتاكريتيك. سي بي إس إنتراكتيف. مؤرشف من الأصل في 2018-10-24. اطلع عليه بتاريخ 2018-03-15.
13. ↑  Clarke، Donald (20 أكتوبر 2017). "The Death of Stalin: Mortal panic with a ghastly conclusion". آيرش تايمز[الإنجليزية]. مؤرشف من الأصل في 2019-05-02. اطلع عليه بتاريخ 2018-03-15.
14. ↑  Bradshaw، Peter (9 سبتمبر 2017). "The Death of Stalin review – Armando Iannucci has us tremblin' in the Kremlin". الغارديان. جارديان ميديا جروب. مؤرشف من الأصل في 2019-05-26. اطلع عليه بتاريخ 2018-03-15.
15. ↑  Abraham، Raphael (16 فبراير 2018). "The Death of Stalin — 'balancing act of humour and horror'". فاينانشال تايمز. The Nikkei. مؤرشف من الأصل في 2018-03-03. اطلع عليه بتاريخ 2018-03-02.
16. ↑  White، Adam (19 أكتوبر 2017). "The Death of Stalin: what really happened on the night that forever changed Soviet history?". ديلي تلغراف. مؤرشف من الأصل في 2018-06-24. اطلع عليه بتاريخ 2017-12-31.
17. ↑  Goff، Samuel (23 أكتوبر 2017). "The Death of Stalin: a black comic masterpiece? Don't make me laugh". The Calvert Journal. London. مؤرشف من الأصل في 2018-06-23. اطلع عليه بتاريخ 2017-12-31.

لا توجد روابط لمواقع التواصل الاجتماعي.